# Chorizanthe commisuralis
Chorizanthe commisuralis J.Rémy – gatunek rośliny z rodziny rdestowatych (Polygonaceae Juss.). Występuje naturalnie w Chile oraz Argentynie. 

## Morfologia
PokrójRoślina jednoroczna dorastająca do 15–30 cm wysokości.
LiścieIch blaszka liściowa liści odziomkowych ma odwrotnie jajowaty kształt. Mierzy 8–12 mm długości oraz 2–3 mm szerokości. Ogonek liściowy jest owłosiony i osiąga 10–30 mm długości.
KwiatyZebrane w wierzchotki jednoramienne, rozwijają się na szczytach pędów. Okwiat ma obły kształt i mierzy do 3–4 mm długości. Pręcików jest 6.
OwoceNiełupki o kulistym kształcie, osiągają 3–5 mm długości.